# Виды пива
Виды пива (также стили пива) — термин, используемый для классификации пива в зависимости от различных факторов, включая внешний вид, вкус, ингредиенты, способ производства, историю или происхождение и тому подобное. Чаще всего используются обобщающие названия различных видов пива в зависимости от типа брожения. Если для производства пива использовались пивные дрожжи верхового брожения, то такое пиво называется эль, а если пивные дрожжи низового брожения, то такое пиво называется лагер. Существует также смешанный («спонтанный») тип брожения.
|           |           |           |           |           |           |  |  | Пиво              |                   |                   |                   |                   |                   |  |  |               |               |               |               |               |               |
|           |           |           |           |           |           |  |  |                   |                   |                   |                   |                   |                   |  |  |               |               |               |               |               |               |
|           |           |           |           |           |           |  |  |                   |                   |                   |                   |                   |                   |  |  |               |               |               |               |               |               |
| Эль (Ale) | Эль (Ale) | Эль (Ale) | Эль (Ale) | Эль (Ale) | Эль (Ale) |  |  | Смешанное (Mixed) | Смешанное (Mixed) | Смешанное (Mixed) | Смешанное (Mixed) | Смешанное (Mixed) | Смешанное (Mixed) |  |  | Лагер (Lager) | Лагер (Lager) | Лагер (Lager) | Лагер (Lager) | Лагер (Lager) | Лагер (Lager) |
| Эль (Ale) | Эль (Ale) | Эль (Ale) | Эль (Ale) | Эль (Ale) | Эль (Ale) |  |  | Смешанное (Mixed) | Смешанное (Mixed) | Смешанное (Mixed) | Смешанное (Mixed) | Смешанное (Mixed) | Смешанное (Mixed) |  |  | Лагер (Lager) | Лагер (Lager) | Лагер (Lager) | Лагер (Lager) | Лагер (Lager) | Лагер (Lager) |

## Эль

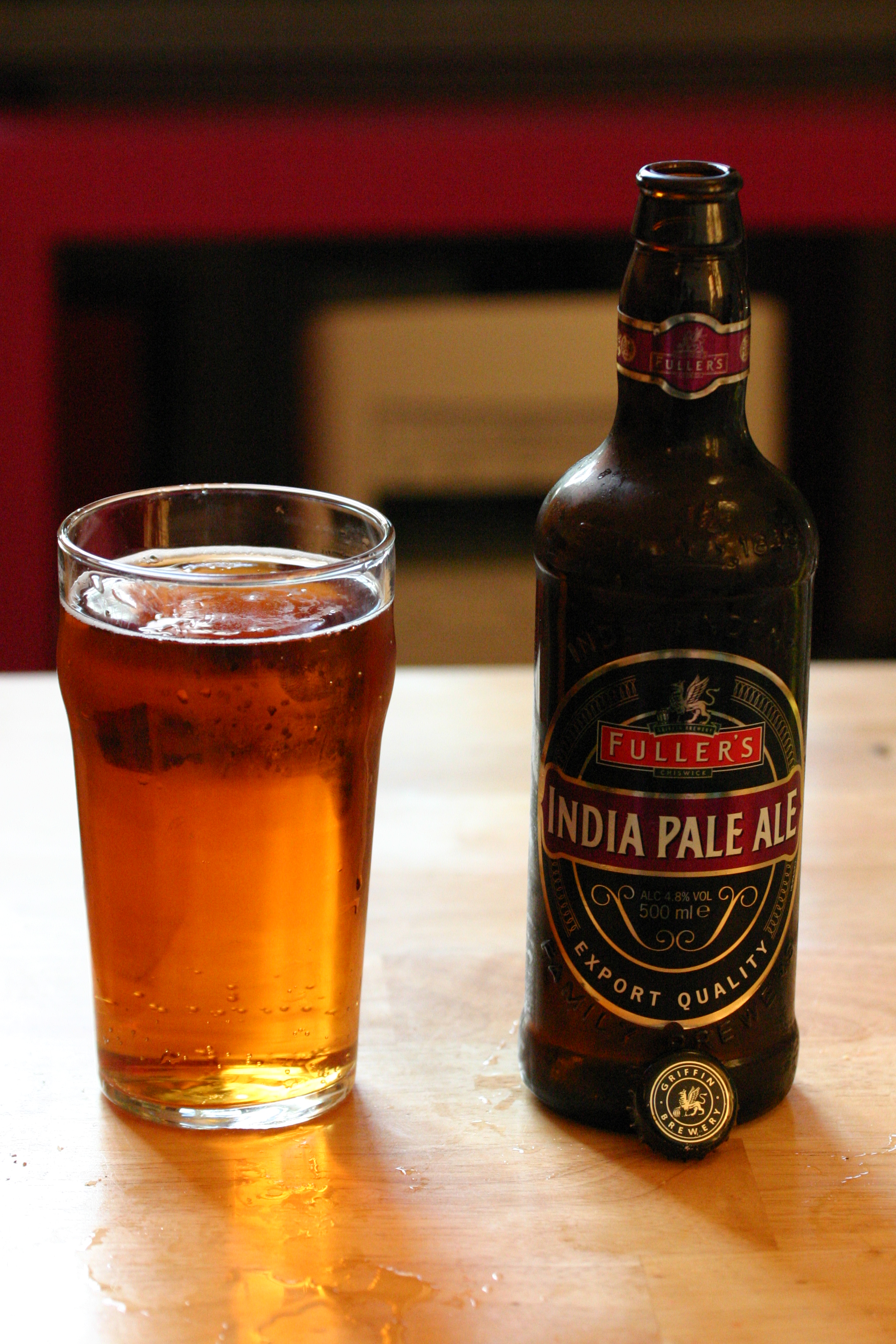
Бутылка индийского светлого эля от Fuller’s

Эль варится из ячменного солода с использованием пивных дрожжей верхового брожения.
Существуют следующие виды эля (самые популярные по цвету от светлого до тёмного):
- Пшеничное пиво (нидерл. Witbier) — 4.5-5.5 % об.
- Берлинское белое (нем. Berliner Weisse) — 2.8-3.8 % об.
- Блонд эль (англ. Blonde Ale) — 3.8-7.5 % об.
- Пейл-эль (англ. Pale Ale) — 4.5-6.2 % об.
  - Индийский пейл-эль (англ. India Pale Ale/IPA) — 5-7.5 % об.
  - Американский пейл-эль (англ. American Pale Ale/APA) — 4,5 %-6,2 % об.
- Кёльш (нем. Kölsch) — 4.4-5.2 % об.
- Золотой эль (англ. Golden Ale) — 7.5-10.5 % об.
- Трипель (англ. Tripel) — 7.5-9.5 % об.
- Сезонный эль (фр. Saison Ale) — 5-7 % об.
- Английский биттер (англ. English Bitter) — 3.2-4.6 % об.
- Красный эль (англ. Red Ale) — 4-6.5 % об.
- Дуббель (англ. Dubbel) — 6-7.6 % об.
- Старый эль (англ. Old Ale) — 6-9 % об.
- Янтарный эль (англ. Amber Ale) — 4.5-6.2 % об.
- Квадрупель (англ. Quadrupel) — 10-19.4 % об.
- Мягкий эль (англ. Mild Ale) — 2.8-4.5 % об.
- Старое коричневое (нидерл. Oud Bruin) — 4-8 % об.
- Тёмное пшеничное (нем. Dunkelweizen) — 4.3-5.6 % об.
- Коричневый эль (англ. Brown Ale) — 2.8-6.2 % об.
- Портер (англ. Porter) — 4-9.5 % об.[источник не указан 2690 дней]
- Стаут (англ. Stout) — 4-12 % об.[источник не указан 2690 дней]

## Лагер

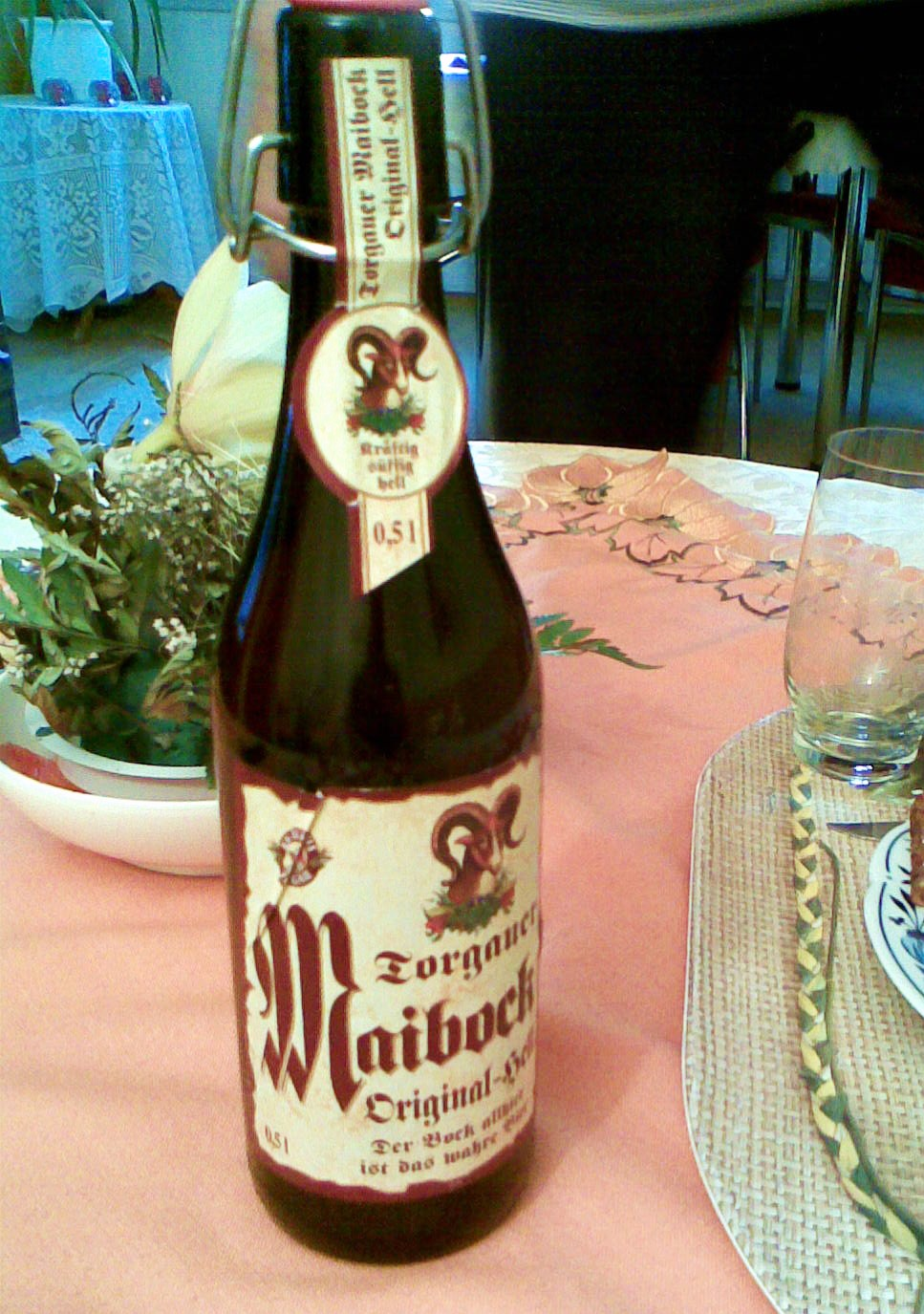
Бутылка майбока от Torgauer

Лагер варится из ячменного солода с использованием пивных дрожжей низового брожения.
Существуют следующие виды лагера (самые популярные по цвету от светлого до тёмного):
- Мюнхенское светлое (нем. Münchener Hell) — 4.7-5.4 % об.
- Пильзнер (нем. Pilsner) — 4.2-6 % об.
- Экспорт (дортмундер) (нем. Dortmunder) — 4.8-6 % об.
- Майбок (нем. Maibock) — 6.3-7.4 % об.
- Венский лагер (нем. Wiener Lager) — 4.5-5.5 % об.
- Келлербир (нем. Kellerbier) — 5-7 % об.
- Доппельбок (нем. Doppelbock) — 7-10 % об.
- Бок (нем. Bock) — 6.3-7.2 % об.
- Пшеничный бок (нем. Weizenbock) — 6.5-8 % об.
- Тёмный лагер (нем. Dunkel Lager) — 4.7-5.8 % об.
- Айсбок (нем. Eisbock) — 9-14 % об.
- Чёрное пиво (нем. Schwarzbier) — 4.4-5.4 % об.
- Лёгкое пиво (англ. Light/Lite beer) — 4,2 %

## Смешанное (спонтанное брожение)

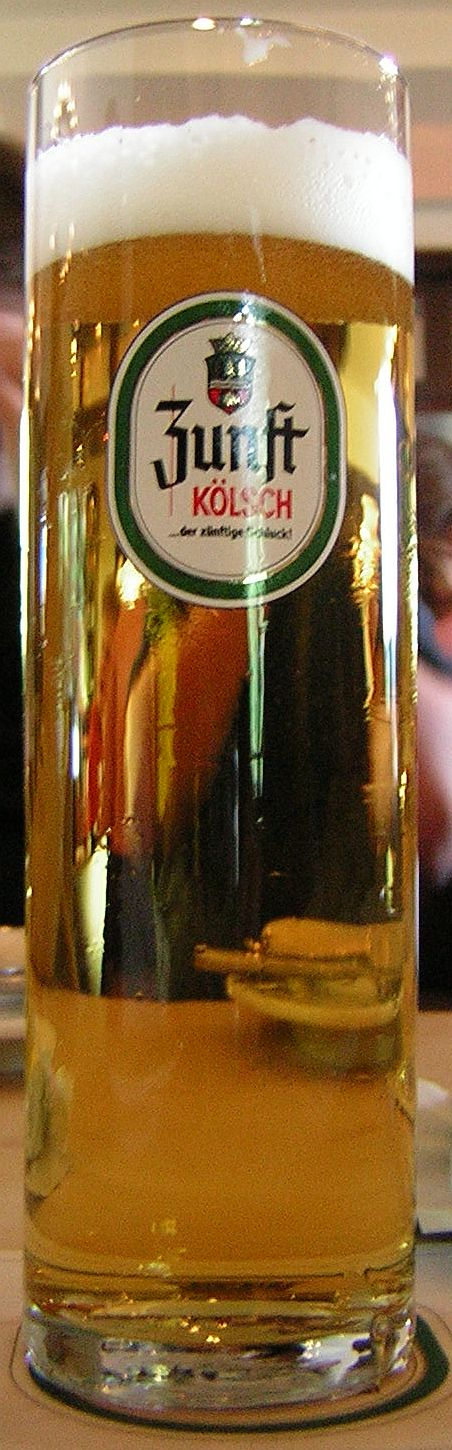
Кружка кёльша от Zunft

Пиво спонтанного брожения — это пиво, которое ферментируется благодаря влиянию окружающей среды, когда природные/дикие дрожжи и бактерии в буквальном смысле заражают пиво. Одни из типичных дрожжей — штамм Brettanomyces lambicus. Пиво, изготовленное таким образом, получается кислым и нефильтрованным. Этот метод пивоварения практикуется на протяжении десятилетий в Западной Фландрии — регионе Бельгии.
Некоторые виды пива спонтанного брожения (самые популярные по цвету от светлого до тёмного):
- Сливочный эль (англ. Cream Ale) — 4.2-5.6 % об.
- Ламбик (англ. Lambic) — 5-7 % об.
- Мартовское пиво/Октоберфест (нем. Märzen/Oktoberfestbier) — 4.8-5.7 % об.
- Бьер-де-Гард (фр. Bière de Garde) — 6-8.5 % об.
- Барливайн (англ. Barley wine) — 8-12 % об.
- Альтбир (нем. Altbier) — 4.5-5.2 % об.
- Раухбир (нем. Rauchbier) — 4.8-6 % об.